# Jack Elder
Harold Lee „Jack“ Elder (* 9. August 1941 in Seattle, Washington) ist ein ehemaliger US-amerikanischer Rennrodler.
Elder kam zum Rodelsport, als er zwischen 1962 und 1966 mit der US Army bei Berchtesgaden stationiert war. 1969 gewann er Bronze sowohl bei den US- als auch bei den Nordamerikameisterschaften. Er nahm 1965, 1967, 1970 und 1971 an den Rennrodel-Weltmeisterschaften teil. Zusätzlich startete er 1972 in Sapporo, Japan bei den Olympischen Winterspielen. Im Doppelsitzer mit Frank Jones belegte er den 15. Platz. Anschließend zog er sich aus dem Sport zurück, bis er 1984 ein Comeback startete. Dabei konnte er nochmals Bronze im Doppelsitzer bei den nationalen Meisterschaften erringen.
Elder besuchte die Kent-Meridian High School in Washington, D.C., wo er American Football spielte und im Judo den schwarzen Gürtel erlangte. Später arbeitete er 13 Jahre als Radiomoderator und war Vorsitzender von Oregon Sports Action, einer Gruppe, welche versuchte die Olympischen Winterspiele nach Oregon zu holen. Außerdem hatte er 1962 einen kurzen Auftritt in It Happened at the World’s Fair, einem Film mit Elvis Presley.